# الحملة الكمبودية
كانت الحملة الكمبودية (والتي عُرفت أيضًا باسم التوغل الكمبودي أو الغزو الكمبودي) عبارة عن سلسلة قصيرة من العمليات العسكرية التي نفذتها فيتنام الجنوبية والولايات المتحدة في شرق كمبوديا في عام 1970 باعتبارها امتدادًا لحرب فيتنام والحرب الأهلية الكمبودية. نُفذت ثلاث عشرة عملية كبرى من قبل جيش جمهورية فيتنام بين 29 أبريل و22 يوليو ومن قبل قوات الولايات المتحدة بين 1 مايو و30 يونيو.
كان هدف العملية إلحاق الهزيمة بما يقارب 40 ألف جندي من جيش الشعب الفيتنامي والفيت كونغ في إقليم الحدود الشرقية لكمبوديا. جعل الحياد الكمبودي وضعف كمبوديا العسكري أراضيها منطقة آمنة يمكن لقوات جيش الشعب الفيتنامي وفيت كونغ إقامة قواعد فيها لعملياتهما عبر الحدود. مع تحول سياستها نحو الفتنمة والانسحاب، سعت الولايات المتحدة إلى دعم الحكومة الفيتنامية الجنوبية من خلال القضاء على التهديد العابر للحدود. أتاح التغيير في الحكومة الكمبودية فرصة لتدمير القواعد في عام 1970، حين عُزل الأمير نوردوم سيهانوك واستبدل بالجنرال لون نول الموالي للولايات المتحدة. استولت سلسلة من العمليات الفيتنامية الجنوبية لجمهورية الخمير على العديد من البلدات، إلا أن جيش الشعب الفيتنامي وفيت كونغ والقيادة السياسية نجيا بصعوبة من الطوق. كانت العملية جزئيًا ردًا على هجوم جيش الشعب الفيتنامي في 29 مارس ضد الجيش الكمبودي الذي استولى على أجزاء كبيرة من شرق كمبوديا في أعقاب هذه العملية. فشلت العمليات العسكرية للحلفاء في القضاء على العديد من قوات جيش الشعب الفيتنامي وفيت كونغ أو في الاستيلاء على مقراتهم الصعبة المنال، التي عُرفت بالمكتب المركزي لفيتنام الجنوبية، إذ كانوا قد غادروا قبل شهر، لكن غنائم المواد التي استولي عليها في كمبوديا أثارت ادعاءات بالنجاح.

## مقدمات

### الخلفية
كان جيش الشعب الفيتنامي يستخدم مساحات كبيرة غير مأهولة نسبيًا شرقي كمبوديا كملجأ يستطيعون الانسحاب إليه من المواجهات في فيتنام الجنوبية للراحة وإعادة التنظيم دون التعرض لهجوم. كان جيش الشعب الفيتنامي وفيت كونغ قد استخدما هذه المناطق الرئيسية أيضًا لتخزين الأسلحة ومواد أخرى كانت قد نُقلت على نطاق واسع إلى داخل الإقليم على طريق سيهانوك. بدأت قوات جيش الشعب الفيتنامي بالتحرك ضمن الأراضي الكمبودية في وقت مبكر من عام 1963. كان الحياد الكمبودي قد انتُهك مسبقًا من قبل القوات الفيتنامية الجنوبية في مطاردة الفصائل السياسية والعسكرية المعارضة لنظام نغو دينه ديم أواخر الخمسينيات وأوائل الستينيات من القرن العشرين. في عام 1966، مقتنعًا بنصر شيوعي في نهاية المطاف جنوب شرق آسيا وخشية على مستقبل حكمه، أبرم الأمير نورودوم سيهانوك، حاكم كمبوديا، اتفاقية مع جمهورية الصين الشعبية سمحت بتأسيس قواعد شيوعية دائمة على الأرض الكمبودية واستخدام ميناء سيهانوكفيل الكمبودي لإعادة التزود بالوقود.:127:193
خلال عام 1968، بدأت الحركة الشيوعية الأصلية في كمبوديا، التي أطلق عليها سيهانوك اسم الخمير الحمر، تمردًا للإطاحة بالحكومة. وفي حين أنهم تلقوا مساعدة مادية محدودة للغاية من الفيناميين الشماليين في ذلك الوقت (لم يكن لدى حكومة هانوي أي حافز للإطاحة بسيهانوك، إذ إنها كانت تشعر بالرضى عن «حياده» المستمر)، فقد تمكنوا من إيواء قواتهم في المناطق التي كانت تحت سيطرة قوات جيش الشعب الفيتنامي وفيت كونغ.:55
كانت حكومة الولايات المتحدة على دراية بهذه الأنشطة في كمبوديا، إلا أنها امتنعت عن القيام بعمل عسكري علني داخل كمبوديا على أمل إقناع سيهانوك الزئبقي بتغيير موقفه. لتحقيق ذلك، سمح الرئيس ليندون بي جونسون بعمليات استطلاع سرية عبر الحدود تجريها مجموعة الدراسات والمراقبة السرية من أجل جمع معلومات استخبارية حول أنشطة جيش الشعب الفيتنامي وفيت كونغ في المناطق الحدودية (مشروع فيسوفيوس).:129–130

### مينو والانقلاب والهجوم الفيتنام الشمالي
أوصى القائد الجديد لقيادة المساعدة العسكرية الأمريكية، الجنرال كرايتون دبليو. أبرامس، الرئيس ريتشارد نيكسون بعد فترة وجيزة من تنصيب نيكسون بقصف مناطق القاعدة الكمبودية بواسطة قاذفات بي-52 ستراتوفورتريس.:127 في البداية رفض نيسكون ذلك، إلا ان نقطة الانهيار جاءت مع شن جيش الشعب الفيتنامي هجوم تيت 1969 في فيتنام الجنوبية. سمح نيسكون، بعد أن أثار غضبه ما اعتبره انتهاكًا ل«الاتفاق» مع هانوي بعد قصف فيتنام الشمالية، بشن الحملة الجوية السرية.:128 أُرسلت أول مهمة من العملية مينو في 18 مارس، وبحلول الوقت الذي أُتمت فيه بعد مرور 14 شهرًا، أجري ما يزيد عن 3000 طلعة جوية وأُلقي 108000 طن من القنابل على شرقي كمبوديا.:127–133
في حين كان سيهانوك في الخارج في فرنسا لمعالجة بالراحة في يناير من عام 1970، نُظمت مظاهرات مناهضة للفيتناميين برعاية الحكومة في كافة أنحاء كمبوديا.:56–57 دفعت الاضطرابات المتواصلة رئيس الوزراء\رئيس الدفاع لون نول إلى إغلاق ميناء سيهانوكفيل أمام الإمدادات الشيوعية وإصدار إنذار نهائي في 12 مارس إلى الفيتناميين الشماليين لسحب قواتهم من كمبوديا في غضون 72 ساعة. رتّب الأمير، الذي أثارت غضبه الاضطرابات في «أسلوب عيشه» مع الشيوعيين، على الفور رحلة إلى موسكو وبكين في محاولة للحصول على موافقتهما على ممارسة الضغط على هانوي لكبح جماح قواتها في كمبوديا.:90
كتب مستشار الأمن القومي هنري كيسنجر في مذكراته أن «المؤرخين نادرًا ما ينصفون الضغط النفسي الذي يتعرض له صانعو السياسة»، مشيرًا إلى أنه بحلول أوائل عام 1970 كان الرئيس نيكسون يشعر بأنه محاصر بشدة وكان ميالًا إلى الهجوم لشن هجوم على عالم كان يعتقد أنه يحيك مؤامرة لإسقاطه.:606 كان نيسكون قد تعهد بإنهاء حرب فيتنام بحلول 1 نوفمبر من عام 1969 وفشل في تحقيق ذلك حين رفض مجلس الشيوخ اثنين من مرشحيه إلى المحكمة العليا للولايات المتحدة في خريف عام 1969.:606 كان نيكسون قد اعتبر رفض ترشيحاته للمحكمة العليا للولايات المتحدة بمثابة إهانات شخصية، الأمر الذي كان يهيمن على تفكيره. في فبراير من عام 1970، كُشف عن «الحرب السرية» في لاوس، مما أثار استياءه.:606-7 كان كيسنجر قد نفى في بيان صحفي مقتل أي أمريكي في القتال في لاوس، ليتبين بعد يومين أن 27 أمريكيًا قد لاقوا مصرعهم في القتال في لاوس.:560 نتيجة لذلك، انخفضت معدلات التأييد العام لنيكسون بمقدار 11 نقطة، مما جعله يرفض مقابلة كيسنجر في الأسبوع التالي.:560 كان نيسكون يأمل أن لقاء كيسنجر سرًا بلي دوك ثو في باريس في فبراير من عام 1970 ربما سيؤدي إلى انفراج في المفاوضات، إلا أن آماله خابت مع عدم حدوث ذلك.:607 أصبح نيكسون مهووسًا بمشاهدة فيلم باتون، وهو تصوير لسيرة حياة الجنرال المثير للجدل جورج إس. باتون الابن، مرة تلو الأخرى، ورؤية كيف قدم الفيلم باتون كعبقري منعزل أسيء فهمه ولم ينل التقدير المستحق في العالم.:607 أخبر نيكسون كبير مستشاريه، إتش. آر. هالديمان، أنه يجب أن يرى هو وباقي موظفيه فيلم باتون وأن يكونوا أكثر شبهًا بموضوع الفيلم.:560 ومع شعوره بأن الأحداث لم تكن تسير في صالحه، كان نيسكون يفضل بعض الإجراءات الشجاعة والجريئة التي قد تزيد من حظوظه.:607 بشكل خاص، اعتقد نيسكون أن عملًا عسكريًا مذهلًا يثبت «أننا ما نزال جادين بشأن التزامنا في فيتنام» قد يجبر الفيتناميين الشماليين على إنهاء محادثات السلام في باريس بطريقة ترضي المصالح الأمريكية.:607